# Otacilia mustela
Otacilia mustela is een spinnensoort uit de familie van de Phrurolithidae.
De wetenschappelijke naam van de soort werd in 2008 gepubliceerd door Kamura.